# Boyd Morehead
Pour les articles homonymes, voir Morehead et Dunlop (homonymie).
 (décembre 2017).
Si vous disposez d'ouvrages ou d'articles de référence ou si vous connaissez des sites web de qualité traitant du thème abordé ici, merci de compléter l'article en donnant les références utiles à sa vérifiabilité et en les liant à la section « Notes et références ».
Boyd Dunlop Morehead (24 août 1843 - 30 octobre 1905) a été le dixième premier ministre du Queensland, en Australie du 30 novembre 1888 au 12 août 1890.

## Biographie
Morehead Boyd est né à Sydney, en Nouvelle-Galles du Sud. Il fait ses études secondaires à la Sydney Grammar School puis s'inscrit à l'Université de Sydney. Il n'y achève pas ses études mais rejoint la Banque de Nouvelle-Galles du Sud où il se forme à la finance. Il entre ensuite au service de l'Australian Investments Company et devient inspecteur chargé de contrôler les agences et à ce titre visite le Queensland en 1866. Il s'y installe en 1871 et est élu député du quartier Mitchell. En 1873 il fonde la firme BD Morehead and Company, entreprise de commerce en tout genre, notamment fermes et bétail qui devient ensuite Moreheads Limited. En décembre 1880, il rejoint le premier gouvernement Thomas McIlwraith et devient Postmaster General, mais démissionne en août 1883. Lorsque Samuel Griffith arrive au pouvoir en novembre 1883, Morehead devient chef de l'opposition et occupe ce poste pendant quelques années. McIlwraith redevient premier ministre en juin 1888 et Morehead est nommé secrétaire colonial puis, quand McIlwraith démissionne en movembre, Morehead lui succède comme premier ministre et secrétaire colonial. Il démissionne en août 1890 et fait un long voyage en Europe. En 1893 il refuse de devenir représentant du Queensland à Londres et est réélu député en 1896 et reste membre du parlement jusqu'à sa mort le 30 octobre 1905.
Il est le grand oncle de Pamela L. Travers, créatrice de Mary Poppins.